# Mario Fantoni
Mario Fantoni (Firenze, 16 gennaio 1926 – Firenze, 16 novembre 2012) è stato un fumettista italiano.

## Biografia
Figlio di Guido Fantoni il quale aveva lavorato come fumettista per l'editore Mario Nerbini negli anni quaranta e cinquanta, diversamente dal padre che aveva uno stile realistico, lui si contraddistinse prevalentemente umoristico iniziando a lavorare come apprendista di Antonio Burattini a 13 anni disegnando fumetti per il periodico Pisellino della Nerbini. Durante la seconda guerra mondiale lavorò per il settimanale Brivido e, per Topolino della Mondadori realizzò nel 1943 la serie "Ghigo Investigatore" e poi, per il Giornale dei Ragazzi disegnò la serie a fumetti "Robin Perry" dal 1944 al 1946. Dopo la guerra riprese a collaborare con Nerbini realizzando la serie western "Lo sceriffo Dick Person" scritta da Emilio Fancelli dal 1949 al 1950.
Negli anni cinquanta iniziò a collaborare con l'Editoriale Dardo per il quale riprese la serie "Robin Perry" e molte altre come "Torello Seduto", "Tony e Salacca", "Chiribù" o "Capitan Pappafico" per le riviste Cri Cri, Tarzanetto e Chicchirichì. Per l'editore Corrado Tedeschi su storie della serie "Il Piccolo Indiano" e "Il Fantasma del Laghetto dei Cristalli". Con la sorella Liliana Fantoni collaborò nel 1952 alla produzione di serie a fumetti per la Dardo come "James Taylor, il reporter giramondo" e "Gessy l'Indian Agent" e, insieme al padre Guido Fantoni lavorarono alla realizzazione della serie "Capitan Walter" per la Anonima Veritas Editrice pubblicata dal 1953 al 1957 e sempre insieme collaborarono alla rivista Il Vittorioso con le serie "Calcio in costume" e "Il figlio del gangster". Dopo la morte del padre nel 1957, Mario e Liliana continuarono a collaborare realizzando la serie "Il sostituto", "Il caso Elvy" e "30º piano" e, per la collana "Jolly", realizzarono le serie "Hoka Hey" scritta da Danilo Forina e "Le Terre Insagnuinate scritta da Renata De Barba, "Il Gran Premio Siepi"di Piero Salvatico, "L'arcipelago della Copra" con Sandro Cassone e "Il progetto Stella Azzurra" di Mario Basari. Quando la sorella si ritirò dall'attività, Mario trascorse i successivi dieci anni lavorando nel laboratorio di ceramica artistica di famiglia tornando a occuparsi di illustrazione solo negli anni settanta realizzando disegni per libri per bambini pubblicati dalla Malipiero e collaborando a riviste di enigmistica della Corrado Tedeschi Editore  e della Rizzoli come Domenica Quiz.